# Karl-Friedrich Haas
Karl-Friedrich Haas (Berlín, Alemania, 28 de julio de 1931-Núremberg, 12 de agosto de 2021) fue un atleta alemán, especializado en la prueba de 400 m en la que llegó a ser subcampeón olímpico en 1956.

## Carrera deportiva
En los Juegos Olímpicos de Melbourne 1956 ganó la medalla de plata en los 400 metros con un tiempo de 46.8 segundos, llegando a meta tras el estadounidense Charles Jenkins (oro con 46.7 s), y por delante del finlandés Voitto Hellstén y el soviético Ardalion Ignatyev, ambos empatados con el bronce.